# Jerry Johnson
Jerry Jamar Johnson (Lancaster, 23 aprile 1982) è un ex cestista statunitense naturalizzato kazako.

## Carriera
Con il Kazakistan ha disputato due edizioni dei Campionati asiatici (2013, 2015).

## Palmarès
- Campionato belga: 2

Spirou Charleroi: 2008-09, 2009-10
- Coppa del Belgio: 1

Spirou Charleroi: 2009